# Bryconamericus emperador
Bryconamericus emperador är en fiskart som först beskrevs av Eigenmann och Ogle, 1907.  Bryconamericus emperador ingår i släktet Bryconamericus och familjen Characidae. IUCN kategoriserar arten globalt som livskraftig. Inga underarter finns listade.